# Караєгін
Караєгі́н (каз. Қараегін) — село у складі Коргалжинського району Акмолинської області Казахстану. Входить до складу Сабундинського сільського округу.
Населення — 278 осіб (2021; 430 у 2009, 493 у 1999, 628 у 1989).
Національний склад станом на 1989 рік:
- казахи — 100 %.

Станом на 1989 рік село називалось Караєгіно.